# セイント・ヴィンセント
アニー・エリン・クラーク（英: Annie Erin Clark、1982年9月28日 - ）は、セイント・ヴィンセント（英: St. Vincent）名義で活動するアメリカの女性シンガーソングライター。ニューヨーク・ブルックリンを拠点に活動。
バークリー音楽院を中退後、ポリフォニック・スプリーやスフィアン・スティーヴンスのツアー・メンバーとして活動。2006年にアルバム『マリー・ミー』でソロデビュー。2作目のアルバム『アクター』（2009年）はアーティストからの支持を集め話題となる。3作目『ストレンジ・マーシー』（2011年）は批評家から高く評価され、国際的に知られるようになる。４作目『セイント・ヴィンセント』（2014年）は絶賛されグラミー賞で最優秀オルタナティヴ・ミュージック・アルバムを受賞する。5作目『マスセダクション』（2017年）も前作に続き高く評価され、グラミー賞で最優秀オルタナティヴ・ミュージック・アルバムにノミネート、最優秀録音パッケージを受賞、収録曲「マスセダクション」は最優秀ロック・ソングを受賞した。6作目『Daddy's Home』（2021）で再びグラミー賞で最優秀オルタナティヴ・ミュージック・アルバムを受賞した。

## 来歴

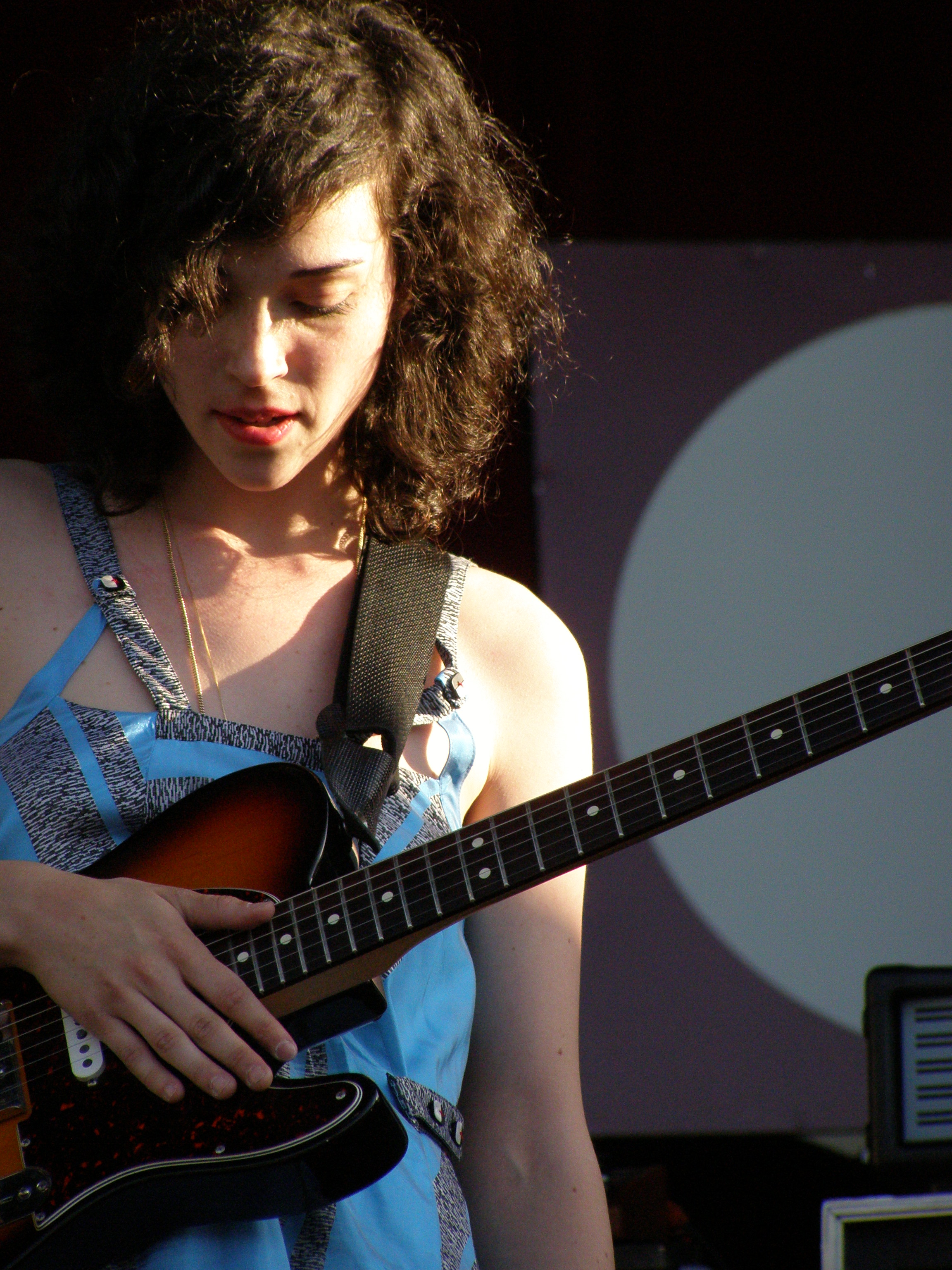
セイント・ヴィンセントこと、アニー・クラーク（2007年）

1982年9月28日、アメリカ・オクラホマで9人兄妹の大家族の5番目に生まれる。テキサス州ダラスで育った彼女は12歳でギターを始め、彼女のおじのバンドであるタック&パティのツアー・マネージャーとして働いた。その後バークリー音楽院に入学も3年で中退し、ポリフォニック・スプリーのパートタイム・メンバー、グレン・ブランカのギター・オーケストラのメンバー、そしてスフィアン・スティーヴンスのツアー・メンバーとして活動する。
2006年、ベガーズ・バンケット・レコードとソロ・アーティスト「セイント・ヴィンセント」として契約を結ぶ。彼女は詩人ディラン・トマスの大ファンで、彼が亡くなった場所であるSaint Vincent Catholic Medical Centerから名前を取った。翌2007年、1stアルバム『マリー・ミー』をリリース。
2009年、2ndアルバム『アクター』を発表。ベガーズ・バンケットが4ADに吸収されたため、同レーベルからのリリースとなった。ベックをはじめグリズリー・ベアやアーケイド・ファイアがファンを公言するなど、アーティストからの支持も集めた。
2011年、3rdアルバム『ストレンジ・マーシー』をリリース。このアルバムは彼女が打ち出してきたアーティスティックでひねりのきいたサウンドを、より耳馴染みの良い音世界へと発展させたポップでハイセンスなもので、海外メディアのアルバム・レビューでは軒並み高得点をたたき出した。シングル「Cruel」を筆頭にアンダーグラウンドヒットを重ね、Billboard 200チャートで19位になるなど大躍進を遂げる。各音楽メディアが発表した年間ベストリストでは、NMEで7位、Q誌で8位、ピッチフォークで11位になるなど、キャリア史上最高の評価を得た。
2012年、デヴィッド・バーンとの共作となるアルバム『ラヴ・ディス・ジャイアント』をリリース。
2014年、4thアルバムにしてセルフ・タイトル作となる『セイント・ヴィンセント』をリリース。本作は4ADを離れてリパブリック・レコード傘下のロマ・ヴィスタ・レコーディングスと契約してから最初のアルバムとなる。アメリカでは発売初週に2万9000枚を売り上げてBillboard 200チャートで12位にランクインした。
2017年10月、5作目のアルバム『Masseduction』（マスセダクション）をリリース。第61回グラミー賞で最優秀オルタナティヴ・ミュージック・アルバムにノミネート、最優秀録音パッケージを受賞、収録曲「Masseduction」は最優秀ロック・ソング賞を受賞した。
2021年5月14日、6作目のアルバム『Daddy's Home』（ダディーズ・ホーム）をリリース。

## 人物

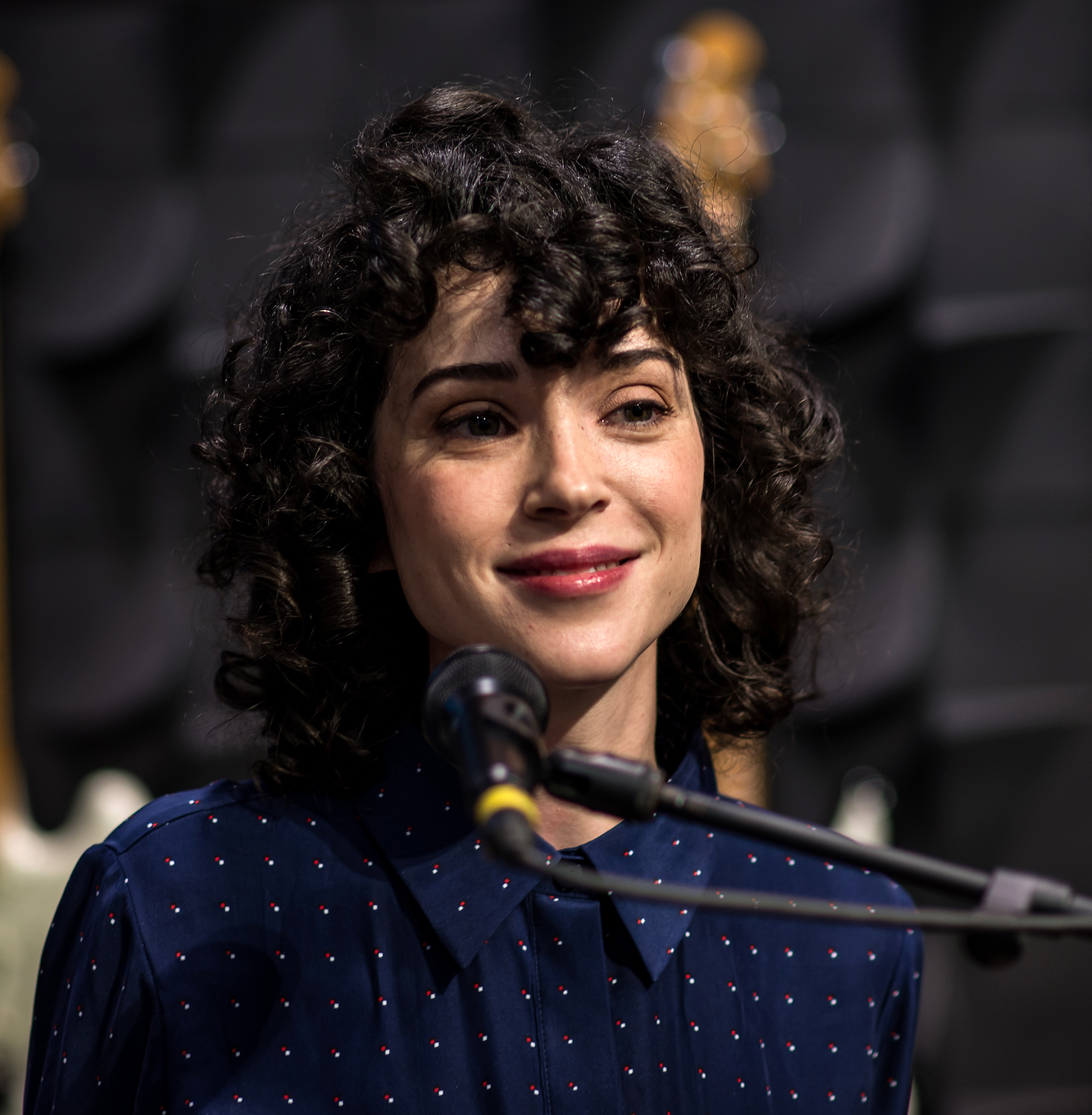
アニー・クラーク（2017年）

2015年、イギリスの女性モデルカーラ・デルヴィーニュとの交際が報じられたが、2016年には破局している。
その後、新恋人として女優のクリステン・スチュワートとの交際が噂された。

## ツアーメンバー
- Toko Yasuda（トーコ・ヤスダ）：ミニモーグ・ヴォイジャー、ベース、ギター、キーボード

ブロンド・レッドヘッド及びイーノンのメンバーとして活動。日本人。
- Matt Johnson：ドラムス

かつてジェフ・バックリィのバンドに参加。
- Daniel Mintseris：キーボード、シンセサイザー、ミュージックシーケンサー

## ディスコグラフィ

### アルバム
| 年                                        | タイトル                           | アルバム詳細 | チャート最高位 | チャート最高位 | チャート最高位 | チャート最高位 | チャート最高位 | チャート最高位 | チャート最高位 | チャート最高位 | チャート最高位 | チャート最高位 | チャート最高位 | 認定 |
| 年                                        | タイトル                           | アルバム詳細 | US             | AUT            | BEL            | CAN            | DEN            | FRA            | IRE            | ITA            | NLD            | SPA            | UK             | 認定 |
| ----------------------------------------- | ---------------------------------- | --- | -------------- | -------------- | -------------- | -------------- | -------------- | -------------- | -------------- | -------------- | -------------- | -------------- | -------------- | ---- |
| 2007                                      | Marry Me                           | - 発売日: 2007年7月10日 - レーベル: Beggars Banquet - フォーマット: CD, LP, digital download - 全米売上: 3万枚      | —              | —              | —              | —              | —              | —              | —              | —              | —              | —              | —              |      |
| 2009                                      | Actor                              | - 発売日: 2009年5月4日 - レーベル: 4AD - フォーマット: CD, LP, digital download                                     | 90             | —              | —              | —              | —              | —              | —              | —              | —              | —              | 161            |      |
| 2011                                      | Strange Mercy                      | - 発売日: 2011年9月12日 - レーベル: 4AD - フォーマット: CD, LP, digital download - 全米売上: 3万枚                  | 19             | —              | —              | 63             | —              | —              | —              | —              | —              | —              | 117            |      |
| 2012                                      | Love This Giant (with David Byrne) | - 発売日: 2012年9月10日 - レーベル: 4AD, Todo Mundo - フォーマット: CD, LP, digital download                        | 23             | 70             | 51             | —              | —              | —              | 37             | 52             | 83             | —              | 40             |      |
| 2014                                      | St. Vincent                        | - 発売日: 2014年2月25日 - レーベル: Loma Vista, Republic - フォーマット: CD, LP, digital download - 全米売上: 3万枚 | 12             | —              | 37             | 15             | 18             | 200            | 6              | 58             | 41             | 70             | 21             |      |
| 2017                                      | Masseduction                       | - 発売日: 2017年10月13日 - レーベル: Loma Vista - フォーマット: CD, LP, digital download - 全米売上: 2.9万枚        | 10             | 53             | 36             | 31             | —              | 183            | 5              | 52             | 42             | 89             | 6              |      |
| 2021                                      | Daddy's Home                       | - 発売日: 2021年5月14日 - レーベル: Loma Vista - フォーマット: CD, LP, digital download/small>                      | —              | —              | —              | —              | —              | —              | —              | —              | —              | —              | —              |      |
| "—"は未発売またはチャート圏外を意味する。 |                                    | |                |                |                |                |                |                |                |                |                |                |                |      |

### EP
- Ratsliveonnoevilstar  (2003年)
- Paris is Burning  (2006年)
- 4AD Session (2012年)
- Brass Tactics (with デヴィッド・バーン) (2013年)

## 日本公演
- 2012年
  - 1月10日、東京 渋谷duo music exchange
  - 8月18日、千葉 幕張メッセ - SUMMER SONIC TOKYO
  - 8月19日、大阪 舞洲SONIC PARK - SUMMER SONIC OSAKA
- 2014年
  - 7月26日、新潟 苗場スキー場 - Fuji Rock Festival
- 2015年
  - 2月19日、大阪 梅田CLUB QUATTRO
  - 2月20日、東京 渋谷CLUB QUATTRO
  - 2月22日、東京 STUDIO COAST - Hostess Club Weekender
- 2017年
  - 8月19日、千葉 幕張メッセ - HOSTESS CLUB ALL-NIGHTER
- 2018年
  - 8月18日、大阪 舞洲SONIC PARK - SUMMER SONIC OSAKA
  - 8月19日、千葉 幕張メッセ - SUMMER SONIC TOKYO